# ان‌جی‌سی ۴۷۷
ان‌جی‌سی ۴۷۷ (انگلیسی: NGC 477) یک کهکشان مارپیچی در صورت فلکی آندرومدا است. این کهکشان تقریباً ۲۵۰ میلیون سال نوری از زمین فاصله دارد و در ۱۸ اکتبر ۱۷۸۶ توسط ویلیام هرشل کشف شد.